# Дизайн чистого приміщення
Диза́йн чи́стого примі́щення (англ. cleanroom; також відомий як техніка китайської стіни) є методом копіювання дизайну зворотної інженерії (англ. reverse engineering) а потім відтворенням його без порушення будь-яких з авторських прав і торгових секретів, пов'язаних з оригінальним дизайном. Дизайн чистого приміщення корисний як захист від авторського права та комерційної таємниці, оскільки він спирається на незалежну розробку. Однак, оскільки незалежне розробка не є захист проти патентів, зразки створені по такому дизайну, як правило, не можуть бути використані для того, щоб обійти обмеження патенту. 
Цей термін означає, що команда розробників працює в чистому оточенні, яке демонстративно не є «забрудненим» будь-яким знанням приватних таємниць.
Типово, дизайно чистого приміщення робиться кимось, хто попередньо вивчив систему що повинна бути заново розроблена, і ця особа повинна написати специфікацію. Потім ця специфікація повинна бути проаналізована юристом на предмет порушення авторських прав. Зрештою ця специфікація попадає до команди розробників, які не мають жодного зв'язку з попередніми виконавцями.

## Приклади
Відомий приклад зв'язаний з  Columbia Data Products, які побудували перший клон комп'ютера IBM на основі дизайну чистого приміщення для створення  свого BIOS. Інший пов'язаний з компанією VTech — це успішне клонування Apple II ROMs. ReactOS є операційної системою з відкритим вихідним кодом, виготовлена за допомогою дизайну чистого приміщення для компонентів Windows. 

## Прецеденти
Позов Sony Computer Entertainment, Inc проти корпорації Connectix був у 1999 році  створив важливий прецедент в тому, що стосується зворотної інженерії. Sony прагне відшкодування за імовірне порушення авторських прав через емулятор ігрової станції, заявивши, що його власний BIOS код був скопійований в Connectix продукції без дозволу. Sony виграла початкове судове рішення, але постанова була скасована по апеляції. Sony зрештою придбала права на емулятор ігрової станції для запобігання її подальшого продажу та розвитку. Це створило прецедент вирішення правових наслідків зворотної інженерії.